# 森有正
森 有正（もり ありまさ、1911年11月30日 - 1976年10月18日）は、日本の哲学者、フランス文学者。

## 人物
東京府豊多摩郡淀橋町角筈（現・東京都新宿区西新宿）生まれ。明治時代の政治家森有礼の孫に当たる。父の森明は有礼の三男で、有馬頼寧の異父弟、キリスト教学者、牧師。母は伯爵徳川篤守の娘。祖母寛子は岩倉具視の五女。妹は世界平和アピール七人委員会の委員を務めた関屋綾子。

## 経歴
生後間もない1913年に洗礼を受けてクリスチャンとなり、6歳からフランス人教師のもとでフランス語、後にラテン語を学んだ。暁星小学校・暁星中学校から東京高等学校 (旧制)を経て1938年に東京帝国大学文学部哲学科を卒業（卒論は『パスカル研究』）、同大学院を経て東京帝国大学の特研生、副手、助手を歴任。傍ら東京女子大学や慶應義塾大学予科などで講師を務め、フランス思想・哲学史を講義した。旧制一高教授を経て、1948年東京大学文学部仏文科助教授に就任する。
第二次世界大戦後、海外留学が再開され、その第一陣として1950年フランスに留学する。デカルト、パスカルの研究継続のためパリに留まり、1952年に東京大学を退職しパリ大学東洋語学校で日本語、日本文化を教えた。教え子に歴史学者のクリスチャン・ポラックなどがいる。
1962年にフランス人女性と再婚するも1972年に離婚。
デカルト、パスカルやリルケ『フィレンツェだより』、哲学者アラン『わが思索のあと』などを訳し度々再刊された。パイプオルガンを演奏しレコードも出している。晩年に哲学的なエッセイを多数執筆し注目を浴び、1968年に『遥かなノートル・ダム』で芸術選奨文部大臣賞を受賞した。この時期に、一時帰国し講演・対談や短期の集中講義なども行っている。
日本に永住帰国を決め、国際基督教大学での教職が内定していたが、1976年に血栓症が悪化しパリで客死した。墓所は多磨霊園にある。

## エピソード
- 森は語学に秀でており、年少の友人だった加藤周一は、加藤がドイツ語を読むような速さで森は中世ラテン語を読む、と評した[2]。

## 著書
- 『デカルトの人間像』（白日書院） 1948年
- 『パスカル 方法の問題を中心として』（要書房） 1949年
- 『ドストエーフスキー覚書』（創元社） 1950年、新版・筑摩叢書 1966年、ちくま学芸文庫 2012年
- 『近代精神とキリスト教』（河出書房）、講談社、名著シリーズ 1971年
- 『内村鑑三』（弘文堂、アテネ文庫）、講談社学術文庫 1976年
- 『バビロンの流れのほとりにて』 講談社、のち増補 筑摩書房 1968年
- 『流れのほとりにて パリの書簡』（弘文堂） 1959年
- 『城門のかたわらにて パリの手記』（河出書房新社） 1963年
- 『生きることと考えること』（講談社現代新書） 1970年
- 『遥かなノートル・ダム』（筑摩書房） 1967年、改訂 講談社文芸文庫 2012年
- 『旅の空の下で』（筑摩書房） 1969年
- 『砂漠に向かって』（筑摩書房） 1970年
- 『デカルトとパスカル』（筑摩書房） 1971年
- 『木々は光を浴びて』（筑摩書房） 1972年
- 『パリだより』（筑摩書房） 1974年
- 『いかに生きるか』（講談社現代新書） 1976年
- 『遠ざかるノートル・ダム』（筑摩書房） 1976年
- 『思索と経験をめぐって』（講談社学術文庫） 1976年
- 『経験と思想』（岩波書店） 1977年
- 『セーヌの辺で』（毎日新聞社、現代の視界5） 1977年
- 『ルオ－』（高田博厚共著、第三文明社、レグルス文庫） 1990年　ISBN 9784476011883

### 作品集成
- 「森有正全集」全14巻・補巻1（筑摩書房） 1978年 - 1982年   
  1. 『バビロンの流れのほとりにて / 流れのほとりにて』
  2. 『城門のかたわらにて / 砂漠に向かって』
  3. 『遥かなノートル・ダム』
  4. 『旅の空の下で』
  5. 『木々は光を浴びて』
  6. 『現代フランス思想の展望』
  7. 『近代精神とキリスト教』
  8. 『ドストエーフスキー覚書』
  9. 『デカルトの人間像ほか論考』
  10. 『パスカルの方法』
  11. 『パスカルにおける「愛」の構造』
  12. 『経験と思想 雑纂』
  13. 『日記I』
  14. 『日記II・アリアンヌへの手紙』

  - 補巻『補遺（随想・書評ほか）』
- 「森有正エッセー集成」全5巻（二宮正之編、ちくま学芸文庫） 1999年
  1. 『バビロンの流れのほとりにて / 流れのほとりにて / 日記 1954年-57年』
  2. 『城門のかたわらにて / 砂漠に向かって / 日記 1959年-60年』
  3. 『遙かなノートルダム / 黄昏のノートルダム / 遠ざかるノートルダム / 日記 1961年-68年』
  4. 『旅の空の下で/ リルケのレゾナンス / アリアンヌへの手紙 / 日記 1968年-69年』
  5. 『木々は光を浴びて / 故国の情感 / 三十年という歳月 ほか / 日記 1970年-76年』

### 対談・対話・講演、および記念論集
- 『言葉 事物 経験 森有正対話集』（晶文社） 1968年、のち新版 1977年
- 『人間の原理を求めて - 揺れ動く世界に立って』（小田実との対話、筑摩書房） 1971年
- 『現代のアレオパゴス - 森有正とキリスト教 鼎談』（古屋安雄, 加藤常昭との鼎談、日本基督教団出版局） 1973年、のちオンデマンド版 2004年
- 『森有正対話篇I 1948-67』（木下順二編、筑摩書房） 1982年、のちオンデマンド版 2004年
- 『森有正対話篇II 1967-76』（木下順二編、筑摩書房） 1982年、のちオンデマンド版 2004年
- 『光と闇 森有正説教・講演集』（日本基督教団出版局） 1977年、のちオンデマンド版 2004年
- 『古いものと新しいもの 森有正講演集』（日本基督教団出版局） 1975年、のちオンデマンド版 2004年
- 『土の器に』（日本基督教団出版局） 1976年、のちオンデマンド版 2004年 - 説教・講演集
- 『アブラハムの生涯 森有正講演集』（日本基督教団出版局） 1980年、のちオンデマンド版 2004年
- 『森有正記念論文集 経験の水位から』（中川秀恭編、新地書房） 1980年

## 翻訳
- エミィル・ブトルウ『パスカル』（創元社 哲学叢書） 1942年
- フォルテュナ・ストロフスキー『仏蘭西モラリスト』（土居寛之共訳、弘文堂、世界文庫） 1942年
  - 『フランスの智恵』（土居寛之共訳、岩波書店、岩波現代叢書） 1951年
- アラン『わが思索のあと』（筑摩書房、1944年／思索社、1949年／中公文庫、2018年、長谷川宏解説）
- パスカル『幾何学的精神』（創元社 哲学叢書、1947年）
- パスカル『田舎の友への手紙』（白水社 仏蘭西古典文庫、1949年）
- リルケ『フィレンツェだより』（角川文庫、1958年／筑摩書房、1970年／ちくま文庫、2003年）
- アンリ・ペリュショ『ゴッホの生涯』（今野一雄共訳、紀伊國屋書店、1958年）
- 『アラン 定義集』所雄章編（みすず書房、1988年、新版2019年）

## 主な関連文献
- 辻邦生 『森有正 感覚のめざすもの』 筑摩書房 1980年→新潮社「全集15巻」、2005年
- 佐古純一郎 『森有正の日記』 新地書房 1986年→朝文社 1995年、新版2009年
- 栃折久美子 『森有正先生のこと』 筑摩書房 2003年
- 伊藤勝彦 『森有正先生と僕』 新曜社 2009年
- 片山恭一 『どこへ向かって死ぬか 森有正と生きまどう私たち』 日本放送出版協会 2010年
  - 『どこへ向かって死ぬか』小学館文庫 2014年
- 久米あつみ 『ことばと思索 森有正再読』 教文館 2012年
- 広岡義之 『森有正におけるキリスト教的人間形成論』 ミネルヴァ書房 2015年
- 鑪幹八郎 『森有正との対話の試み』 ナカニシヤ出版 2019年
- 大森恵子 『ノートル・ダムの残照　哲学者、森有正の思索から』藤原書店、2023年